# Skedeås
Skedeås este o arie protejată (arie specială de conservare — SAC, sit de importanță comunitară — SCI) din Suedia întinsă pe o suprafață de 28,2 ha, integral pe uscat.

## Localizare
Centrul sitului Skedeås este situat la coordonatele 56°50′33″N 16°46′04″E / 56.8426°N 16.7678°E.

## Înființare
Situl Skedeås a fost declarat sit de importanță comunitară în ianuarie 1997 pentru a proteja un număr necunoscut de specii din flora spontană și fauna sălbatică aflate în arealul zonei. Situl a fost protejat și ca arie specială de conservare în martie 2011.

## Biodiversitate
Situată în ecoregiunea boreală, aria protejată conține 1 habitat natural: Pajiști calcaroase din nisipuri xerice.
La baza desemnării sitului se află un număr nedeclarat de specii protejate.